# Трахимедузы
Трахимедузы (лат. Trachymedusae) — отряд морских стрекающих из класса гидроидных (Hydrozoa).

## Описание
Медузы примерно полушаровидные, купол в высоту больше, чем в ширину. Диаметр купола от нескольких миллиметров до 10 см. Края купола всегда без лопастей, с кольцом уплотнённой ткани, окаймленной нематоцистами. Обычно имеют 8 радиальных каналов, но у некоторых видов — 4, 6, или больше, чем 8. Гонады (половые железы) находятся на радиальных каналах или на пересечении радиальных каналов с манубриумом. Статоцисты исключительно энтодермального происхождения. Книдом может включать стенотелы.
Стадия полипа в жизненном цикле отсутствует, медуза развивается напрямую из планулы. Абсолютное большинство видов — нектонные жители открытого моря и больших глубин. Очень небольшое количество видов может быть найдено над шельфом.
Трахимедузы порой трудно отличить от представителей отряда лимномедузы. В сомнительных случаях при определении стоит ориентироваться на наличие восьми радиальных каналов, кольца уплотнённой ткани, и гонад на радиальных каналах. Небольшое количество видов, которые имеют менее 8 щупалец, определяются легко.
Всего в отряде 5 семейств, которые насчитывают 53 вида.